# Hiato esofágico
El hiato esofágico es el orificio por el que el esófago atraviesa el diafragma y pasa de la porción torácica a la abdominal, donde llegará hasta el estómago introduciéndose en el cardias gástrico. El orificio se encuentra localizado entre las porciones musculares de los pilares de la porción vertebral del diafragma, y a nivel vertebral  de T10.
Sucede a veces, que durante el desarrollo embrionario, el hiato esofágico es incapaz de cerrarse en torno al esófago, dando como resultado la conocida hernia de hiato, por la que una parte del estómago puede acceder a la cavidad torácica. Esto interfiere habitualmente con el papel esfinteriano que desempeña el esófago terminal, permitiendo el reflujo gástrico.
- Datos: Q2430155